# Simulium cataractarum
Simulium cataractarum är en tvåvingeart som beskrevs av Craig 1987. Simulium cataractarum ingår i släktet Simulium och familjen knott. Inga underarter finns listade i Catalogue of Life.